# Phytoseius improcerus
Phytoseius improcerus är en spindeldjursart som beskrevs av Corpuz-Raros 1966. Phytoseius improcerus ingår i släktet Phytoseius och familjen Phytoseiidae. Inga underarter finns listade i Catalogue of Life.